# 114649 Jeanneacker
114649 Jeanneacker è un asteroide della fascia principale. Scoperto nel 2003, presenta un'orbita caratterizzata da un semiasse maggiore pari a 3,2239749 UA e da un'eccentricità di 0,0724877, inclinata di 9,96139° rispetto all'eclittica.
L'asteroide è dedicato alla madre dello scopritore, Jeanne Acker.